# Saint-André-de-Messei
Saint-André-de-Messei település Franciaországban, Orne megyében. Lakosainak száma 522 fő (2022. január 1.). Saint-André-de-Messei Messei, Banvou, Le Châtellier, Échalou, La Ferrière-aux-Étangs és Saires-la-Verrerie községekkel határos.

## Népesség
A település népessége az elmúlt években az alábbi módon változott:
| Lakosok száma | 551  | 571  | 586  | 572  | 558  | 543  | 529  | 527  | 522  |
|               | 2013 | 2015 | 2016 | 2017 | 2018 | 2019 | 2020 | 2021 | 2022 |